# فرست رزرو کورپوریشن
فرست رزرو کورپوریشن (انگلیسی: First Reserve Corporation) شرکت سرمایه‌گذاری آمریکایی است، که در سال ۱۹۸۴ توسط ویلیام مکالی تأسیس شد.